# Otis O'Solomon
Otis O'Solomon es un poeta y miembro original de The Watts Prophets, un trío de poetas de vanguardia que surgió del Taller de Escritores en Watts a raíz de los disturbios en esa localidad. A menudo son citados como precursores de la música hip hop contemporáneo. Actualmente vive en Los Ángeles.
O'Solomon se ha deseméñado como representante de la minoría para el Writers Guild of America (oeste), así como el Poeta Maestro de St. Paul's Council of Arts and Sciences Program. También pasó varios años como coordinador de la California's Poetry In The Schools Program (Los Ángeles), y fue el Poeta, Creativo, Instructor y Motivador para el Taller de Guion Watts durante varios años.

## Biografía
Nacido y criado en Alabama, O'Solomon dice que fue un poeta de nacimiento. Fue allí cuando escribió su primer poema. Por la altura del movimiento de los derechos civiles, O'Solomon ha hecho su camino a Los Ángeles. Como un joven hombre negro experimentando el tumulto de los disturbios en Watts, ingresó en el Taller de Escritores en Watts como una salida constructiba para la agitación que se sentía en el interior. Fue aquí cuando se reunió con Dedeaux y Amde Richard Hamilton, los otros miembros que vendrían conformando The Watts Prophets.
Con Watts Prophets, O'Solomon creó una rápida y fugaz palabra que se fue un duro comentario social sobre la atmósfera racista de la época, trabajar con grandes artistas de la industria musical como Quincy Jones y Bob Marley. El hijo de Marley, Ziggy Marley, más tarde trabajaría con O'Solomon en el poema "Hey World!". Además de sus álbumes, The Black Voices: On the Streets in Watts (1969) y Rappin' Black in a White World (1971), O'Solomon y The Watts Prophets también publicaron dos libros de poesía original, The Rising Sons of Wisdom & Knowledge (1973) y Poetic Reflections (1976).